# 乔·戴维斯
乔·戴维斯，OBE（Joe Davis，1901年4月15日—1978年7月10日），英国职业斯诺克與英式撞球选手。被誉为现代斯诺克台球之父，同时也是斯诺克台球历史上最伟大的选手之一。

## 生平
乔·戴维斯在他18岁的时候正式成为职业英式台球选手，但不久之后就对斯诺克台球产生了浓厚的兴趣。他是在斯诺克台球中第一个意识到控制主球走位重要性的选手。在此之前，选手们打球的普遍策略是在将明显可以打进的球入袋之后做一杆斯诺克防守，因此单杆得分比较低，影响了比赛的激烈程度和观赏性。乔·戴维斯通过良好的意识和精湛的杆法控制主球的走位，连续得分，大大提高了斯诺克运动的水平。正是乔·戴维斯的出现，才使得斯诺克台球在20世纪二三十年代在英国兴盛起来。
1927年，乔·戴维斯帮助组织了首届斯诺克世界锦标赛，并在决赛中以20-10战胜汤姆·丹尼斯（Tom Dennis）获得冠军和6.10英镑的奖金。接下来的历届比赛，他又囊括了所有的冠军，直到1946年他淡出世界锦标赛。他创下的世界锦标赛15次夺冠的辉煌战绩至今无人能及。之后，他仍作为职业选手参加其它赛事的比赛，直到1964年正式退役。
乔·戴维斯此外还是1928年至1932年间历届世界职业台球锦标赛的冠军。
在1950年代斯诺克台球运动的低潮时期，乔·戴维斯曾尝试推广一种名为斯诺克Plus的新式斯诺克打法。在这种打法在传统斯诺克台球的基础上增加了橙色和紫色2个彩色球。但后来这种打法并没有流行开来。
1955年，乔·戴维斯在英国伦敦莱斯特广场举行的一场表演赛中打出了自己首个官方承认的147分满杆。
比乔·戴维斯小12岁的同胞弟弟佛雷德·戴维斯同样是当时最出色的职业选手之一。兄弟俩曾会师1940年的世界锦标赛决赛。当时乔以37-36险胜弟弟。需要说明的是，乔·戴维斯与另外一位著名的职业斯诺克选手史蒂夫·戴维斯并没有亲戚关系。
1963年，乔·戴维斯荣获大英帝國勳章。
1978年，乔·戴维斯在世界锦标赛半决赛上为其弟弟佛雷德助阵时突然病倒，并在两个月后离开了人世。享年77岁。

## 奪冠狀況
- 世界锦标赛（1927年－1940年、1946年）

## 参阅
- 斯诺克
- 斯诺克世界锦标赛
- 滿分桿
- 斯诺克选手列表